# US Open de 2015

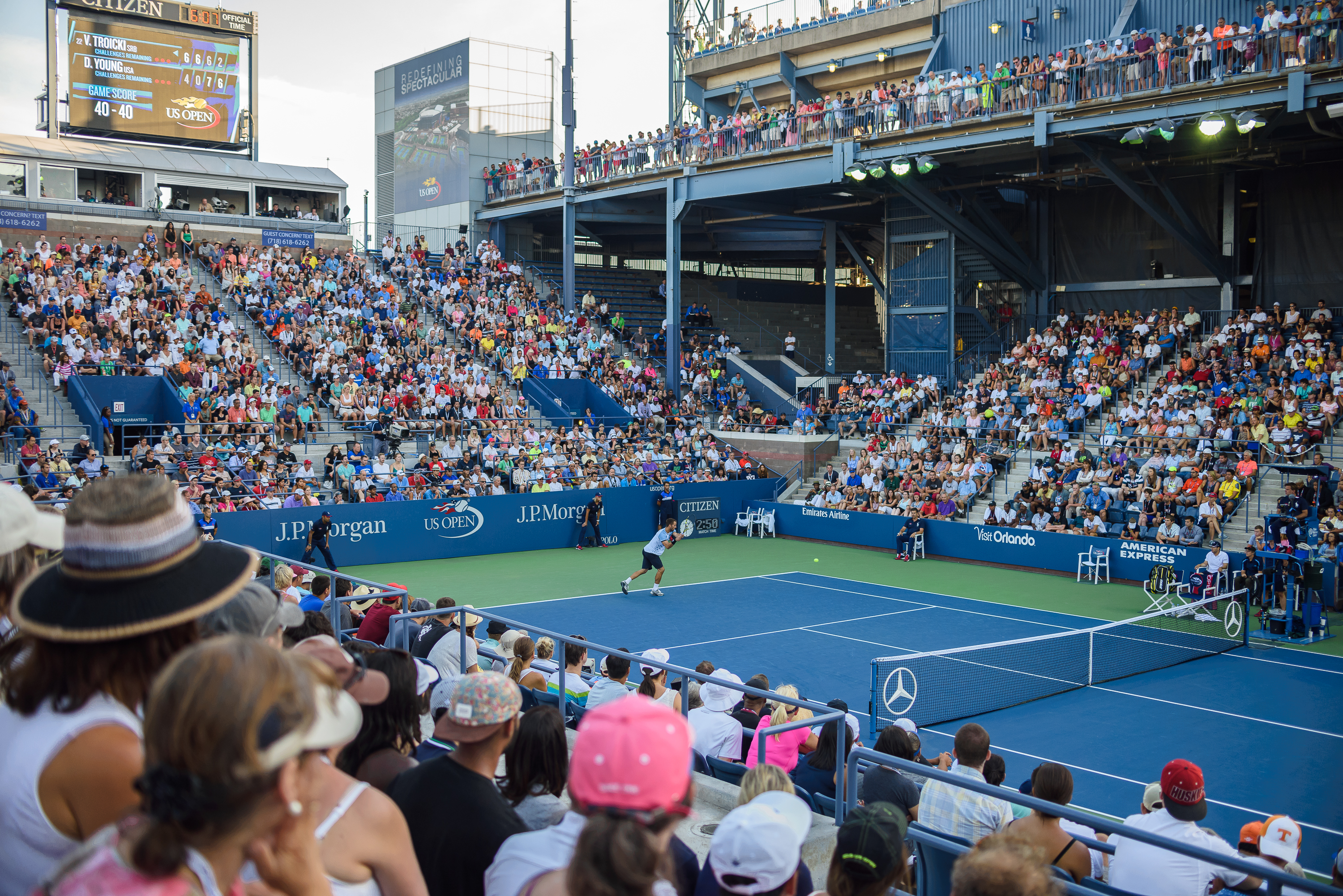
Espectadores assistem à vitória do tenista norte-americano Donald Young sobre o sérvio Viktor Troicki, durante uma partida no Arthur Ashe Stadium, em setembro de 2015.

O US Open de 2015 foi um torneio de tênis disputado nas quadras duras do USTA Billie Jean King National Tennis Center, no Flushing Meadows-Corona Park, no distrito do Queens, em Nova York, nos Estados Unidos, entre 31 de agosto e 13 de setembro. Corresponde à 48ª edição da era aberta e à 135ª de todos os tempos.
Marin Čilić defendia o título, mas perdeu para o campeão Novak Djokovic, que não completou o Grand Slam em 2015 – a tentativa foi interrompida em Roland Garros –, mas conquistou seu segundo US Open, batendo o suíço Roger Federer. Foi o décimo major na carreira do sérvio, número 1 do ranking mundial na presente data. Serena Williams, campeã das três últimas edições do evento e a dois jogos de completar o Grand Slam, caiu na semifinal para Roberta Vinci. A penúltima fase feminina foi marcada pela eliminação das duas primeiras cabeças de chave por tenistas italianas, que fizeram a primeira final em simples de suas carreiras. Flavia Pennetta levou a melhor e levantou o troféu aos 33 anos.
Martina Hingis repetiu a dobradinha de Wimbledon, ganhando as duas duplas: femininas com Sania Mirza e mistas com Leander Paes. Junto de Paes, foi o terceiro major no ano. Nas masculinas, seguindo o padrão da temporada em contemplar novos campeões, os franceses Pierre-Hugues Herbert e Nicolas Mahut aproveitaram a oportunidade.

## Reforma na Ashe
A Arthur Ashe Stadium, principal do torneio, teve as primeiras fases da obra que inclui o teto retrátil concluídas, com as vigas de aço instaladas, além da inclusão de novos telões, iluminação de LED e sistema de som. A edição de 2016 será a primeira com a Ashe tendo a opção de cobertura, e jogos disputados na nova Grandstand (a antiga será demolida para a construção da nova Louis Armnstrong, em 2018).

## Retorno à conclusão no domingo
Após dois anos ocorrendo ao longo de quinze dias, o US Open retorna à tradicional programação de quatorze dias, o que impacta sobre todos os eventos profissionais. As semifinais femininas de simples seriam disputadas na noite de 10 de setembro, enquanto que as masculinas, no dia seguinte, após a final de duplas mistas. A final de duplas masculinas abriu o sábado, antes da decisão feminina de simples. No domingo, veio a de duplas femininas, antecedendo a masculina de simples, que encerrou o torneio.

## Transmissão
Esta é a lista de países e canais designados a transmitir o torneio durante a edição em questão:
Países lusófonos

| País(es) | Canal(is)          |
| -------- | ------------------ |
| Brasil   | ESPN Brasil SporTV |
| Portugal | Eurosport          |

Resto do mundo
| País(es)                              | Canal(is)                 |
| Países avulsos                        |                           |
| ------------------------------------- | ------------------------- |
| África do Sul                         | SuperSport                |
| Austrália                             | Fox Sports Austrália [en] |
| Bélgica                               | Sporza [en]               |
| Canadá                                | TSN                       |
| China                                 | CCTV-5 iQIYI              |
| Estados Unidos                        | ESPN                      |
| Filipinas                             | Balls [en]                |
| Índia                                 | TEN Sports [en]           |
| Irlanda                               | Sky Sports                |
| Japão                                 | WOWOW                     |
| México                                | ESPN (América Latina)     |
| Nova Zelândia                         | Sky [en]                  |
| Reino Unido                           | Eurosport Sky Sports      |
| Sérvia                                | RTS                       |
| Singapura                             | StarHub                   |
| Suíça                                 | SRG SSR                   |
| Tailândia                             | TrueVisions [en]          |
| Vietname                              | VTV                       |
| Regiões                               |                           |
| América Central América do Sul Caribe | ESPN (América Latina)     |
| Ásia                                  | Eurosport Ásia            |
| Europa                                | Eurosport                 |
| Oriente Médio                         | beIN Sports               |

## Pontuação e premiação

### Distribuição de pontos
ATP e WTA informam suas pontuações em Grand Slam, distintas entre si, em simples e em duplas. A ITF responde exclusivamente pelos juvenis e cadeirantes.
Considerado torneio amistoso, o de duplas mistas não gera pontos.
No juvenil, os simplistas jogam duas fases de qualificatório, mas só os que passam à chave principal pontuam. Em duplas, a pontuação é por jogador. A partir da fase com 16, os competidores recebem pontos adicionais de bônus (os valores da tabela já somam as duas pontuações).

#### Profissional
| Evento            | V    | F    | SF  | QF  | R16 | R32 | R64 | R128 | Q  | Q3 | Q2 | Q1 |
| Simples masculino | 2000 | 1200 | 720 | 360 | 180 | 90  | 45  | 10   | 25 | 16 | 8  | 0  |
| Duplas masculinas | 2000 | 1200 | 720 | 360 | 180 | 90  | 0   | —    | —  | —  | —  | —  |
| Simples feminino  | 2000 | 1300 | 780 | 430 | 240 | 130 | 70  | 10   | 40 | 30 | 20 | 2  |
| Duplas femininas  | 2000 | 1300 | 780 | 430 | 240 | 130 | 10  | —    | —  | —  | —  | —  |

| Evento            | V   | F   | SF  | QF  | R16 | R32 | R64 | Q  | Q2 | Q1 |
| Simples Masculino | 375 | 270 | 180 | 120 | 75  | 30  | 25* | 20 | 0  | 0  |
| Simples Feminino  | 375 | 270 | 180 | 120 | 75  | 30  | 25* | 20 | 0  | 0  |
| Duplas Masculinas | 270 | 180 | 120 | 75  | 45  | 0   | —   | —  | —  | —  |
| Duplas Femininas  | 270 | 180 | 120 | 75  | 45  | 0   | —   | —  | —  | —  |

| Evento               | V   | F   | SF/3º lugar | QF/4º lugar |
| Simples              | 800 | 500 | 375         | 100         |
| Duplas               | 800 | 500 | 100         | —           |
| Simples tetraplégico | 800 | 500 | 375         | 100         |
| Duplas tetraplégicas | 800 | 100 | —           | —           |

### Premiação
A premiação geral aumentou 10,5% em relação a 2014. Os títulos de simples tiveram um acréscimo de US$ 300.000 cada.
O US Open possui o mesmo número de participantes - 128 - nas chaves do qualificatório masculino e feminino, o que não acontece nos outros Slam. Os valores para duplas são por par. Diferentemente da pontuação, não há recompensa aos vencedores do qualificatório.
Juvenis não são pagos. Outras disputas, como a de cadeirantes, não tiveram os valores detalhados; estão inclusos em "Outros eventos".
| Evento        | V             | F             | SF          | QF          | Últimos 16  | Últimos 32  | Últimos 64 | Últimos 128 | Q3         | Q2         | Q1        |
| Contemplados  | 1             | 1             | 2           | 4           | 8           | 16          | 32         | 64          | 16         | 32         | 64        |
| Simples (2)   | US$ 3.300.000 | US$ 1.600.000 | US$ 805.000 | US$ 410.975 | US$ 213.575 | US$ 120.200 | US$ 68.600 | US$ 39.500  | US$ 15.000 | US$ 10.000 | US$ 5.000 |
| Duplas (2)    | US$ 570.000   | US$ 275.000   | US$ 133.150 | US$ 67.675  | US$ 35.025  | US$ 21.700  | US$ 14.200 | —           | —          | —          | —         |
| Duplas mistas | US$ 150.000   | US$ 70.000    | US$ 30.000  | US$ 15.000  | US$ 10.000  | US$ 5.000   | —          | —           | —          | —          | —         |

Outros eventos: US$ 570.000
Total dos eventos: US$ 40.775.400
Per diem (estimado): US$ 1.478.000
Total da premiação: US$ 42.253.400

### Premiação extra
O US Open Series é a série de torneios preparatórios para o Grand Slam norte-americano. A campanha dos tenistas de simples gera pontos. Os três maiores pontuadores, de ambos os gêneros, asseguram o direito de ganhar um prêmio extra em dinheiro, dependendo de seus desempenhos em Nova York, de acordo com a tabela abaixo.
| US Open Series de 2015 | US Open Series de 2015 | US Open Series de 2015 | US Open Series de 2015 | US Open Series de 2015 | US Open Series de 2015 | US Open Series de 2015 | US Open Series de 2015 | US Open Series de 2015 | US Open Series de 2015 | US Open Series de 2015 |
| --- | ---------------------- | ---------------------- | ---------------------- | ---------------------- | ---------------------- | ---------------------- | ---------------------- | ---------------------- | ---------------------- | ---------------------- |
| Torneios participantes: Atlanta, Montreal, Cincinnati e Winston-Salem (ATP); Stanford, Toronto, Cincinnati e New Haven (WTA) |                        |                        |                        |                        |                        |                        |                        |                        |                        |                        |
| Posição/Fase | V                      | F                      | SF                     | QF                     | 4ª fase                | 3ª fase                | 2ª fase                | 1ª fase                | Premiados              | Premiados              |
| 1º lugar | US$ 1.000.000          | US$ 500.000            | US$ 250.000            | US$ 125.000            | US$ 70.000             | US$ 40.000             | US$ 25.000             | US$ 15.000             | Andy Murray            | US$ 70.000             |
| 1º lugar | US$ 1.000.000          | US$ 500.000            | US$ 250.000            | US$ 125.000            | US$ 70.000             | US$ 40.000             | US$ 25.000             | US$ 15.000             | Karolína Plíšková      | US$ 15.000             |
| 2º lugar | US$ 500.000            | US$ 250.000            | US$ 125.000            | US$ 62.500             | US$ 35.000             | US$ 20.000             | US$ 12.500             | US$ 7.500              | Novak Djokovic         | US$ 500.000            |
| 2º lugar | US$ 500.000            | US$ 250.000            | US$ 125.000            | US$ 62.500             | US$ 35.000             | US$ 20.000             | US$ 12.500             | US$ 7.500              | Serena Williams        | US$ 125.000            |
| 3º lugar | US$ 250.000            | US$ 125.000            | US$ 62.500             | US$ 31.250             | US$ 17.500             | US$ 10.000             | US$ 6.250              | US$ 3.750              | John Isner             | US$ 17.500             |
| 3º lugar | US$ 250.000            | US$ 125.000            | US$ 62.500             | US$ 31.250             | US$ 17.500             | US$ 10.000             | US$ 6.250              | US$ 3.750              | Simona Halep           | US$ 62.500             |

## Cabeças de chave
Cabeças baseados(as) nos rankings de 24 de agosto de 2015. Dados de Ranking e Pontos anteriores são a partir de 31 de agosto de agosto de 2015.
A colocação individual nos rankings de duplas masculinas e femininas ajudam a definir os cabeças de chaves nestas categorias e também na de mistas.
Em verde, o(s) cabeça(s) de chave campeão(ões). Em vermelho, o(s) vice-campeão(ões).

### Simples
Pelo fato de o US Open estar sendo disputado uma semana mais tarde em relação a 2014, os pontos a defender incluem o US Open de 2014 e os torneios da semana de 8 de setembro do mesmo ano - Copa Davis para os homens; Hong Kong, Quebec e Tashkent para as mulheres.

#### Masculino
| Cabeça | Ranking | Jogador                | Pontos anteriores | Pontos a defender | Pontos conquistados | Nova pontuação | Eliminado na | Eliminado por              |
| ------ | ------- | ---------------------- | ----------------- | ----------------- | ------------------- | -------------- | ------------ | -------------------------- |
| 1      | 1       | Novak Djokovic         | 14.865            | 720               | 2.000               | 16.145         | Campeão      | –                          |
| 2      | 2       | Roger Federer          | 9.065             | 720+140           | 1.200               | 9.405          | F            | Novak Djokovic [1]         |
| 3      | 3       | Andy Murray            | 8.840             | 360               | 180                 | 8.660          | 4ª fase      | Kevin Anderson [15]        |
| 4      | 4       | Kei Nishikori          | 6.205             | 1.200             | 10                  | 5.015          | 1ª fase      | Benoît Paire               |
| 5      | 5       | Stan Wawrinka          | 5.710             | 360+70            | 720                 | 6.000          | SF           | Roger Federer [2]          |
| 6      | 6       | Tomáš Berdych          | 5.230             | 360               | 180                 | 5.050          | 4ª fase      | Richard Gasquet [12]       |
| 7      | 7       | David Ferrer           | 3.695             | 90                | 90                  | 3.695          | 3ª fase      | Jérémy Chardy [27]         |
| 8      | 8       | Rafael Nadal           | 3.680             | 0                 | 90                  | 3.770          | 3ª fase      | Fabio Fognini [32]         |
| 9      | 9       | Marin Čilić            | 3.550             | 2.000             | 720                 | 2.270          | SF           | Novak Djokovic [1]         |
| 10     | 10      | Milos Raonic           | 2.880             | 180               | 90                  | 2.790          | 3ª fase      | Feliciano López [18]       |
| 11     | 11      | Gilles Simon           | 2.730             | 180               | 10                  | 2.560          | 1ª fase      | Donald Young               |
| 12     | 12      | Richard Gasquet        | 2.240             | 90+65             | 360+45              | 2.490          | QF           | Roger Federer [2]          |
| 13     | 13      | John Isner             | 2.235             | 90                | 180                 | 2.325          | 4ª fase      | Roger Federer [2]          |
| 14     | 15      | David Goffin           | 2.130             | 90+15             | 90                  | 2.115          | 3ª fase, ab. | Roberto Bautista Agut [23] |
| 15     | 14      | Kevin Anderson         | 2.160             | 90                | 360                 | 2.430          | QF           | Stan Wawrinka [5]          |
| 16     | 16      | Gaël Monfils           | 1.850             | 360               | 10                  | 1.500          | 1ª fase, ab. | Illya Marchenko [Q]        |
| 17     | 17      | Grigor Dimitrov        | 1.735             | 180               | 45                  | 1.600          | 2ª fase      | Mikhail Kukushkin          |
| 18     | 19      | Feliciano López        | 1.665             | 90                | 360                 | 1.935          | QF           | Novak Djokovic [1]         |
| 19     | 18      | Jo-Wilfried Tsonga     | 1.675             | 180+70            | 360                 | 1.785          | QF           | Marin Čilić [9]            |
| 20     | 20      | Dominic Thiem          | 1.645             | 180               | 90                  | 1.555          | 3ª fase      | Kevin Anderson [15]        |
| 21     | 21      | Ivo Karlović           | 1.620             | 45                | 45                  | 1.620          | 2ª fase      | Jiří Veselý                |
| 22     | 22      | Viktor Troicki         | 1.559             | 83+100            | 90+45               | 1.511          | 3ª fase      | Donald Young               |
| 23     | 23      | Roberto Bautista Agut  | 1.510             | 180               | 180                 | 1.510          | 4ª fase      | Novak Djokovic [1]         |
| 24     | 24      | Bernard Tomic          | 1.465             | 45                | 90                  | 1.510          | 3ª fase      | Richard Gasquet [12]       |
| 25     | 25      | Andreas Seppi          | 1.430             | 45                | 90                  | 1.475          | 3ª fase      | Novak Djokovic [1]         |
| 26     | 26      | Tommy Robredo          | 1.405             | 180               | 90                  | 1.315          | 3ª fase      | Benoît Paire               |
| 27     | 27      | Jérémy Chardy          | 1.300             | 45                | 180                 | 1.435          | 4ª fase      | Marin Čilić [9]            |
| 28     | 28      | Jack Sock              | 1.250             | 10                | 45                  | 1.285          | 2ª fase, ab. | Ruben Bemelmans            |
| 29     | 29      | Philipp Kohlschreiber  | 1.230             | 180               | 90                  | 1.140          | 3ª fase      | Roger Federer [2]          |
| 30     | 30      | Thomaz Bellucci        | 1.190             | 45                | 90                  | 1.235          | 3ª fase      | Andy Murray [3]            |
| 31     | 31      | Guillermo García-López | 1.190             | 45                | 90                  | 1.235          | 3ª fase      | Tomáš Berdych [6]          |
| 32     | 32      | Fabio Fognini          | 1.165             | 45                | 180                 | 1.300          | 4ª fase      | Feliciano López [18]       |

#### Feminino
| Cabeça | Ranking | Jogadora                  | Pontos anteriores | Pontos a defender | Pontos conquistados | Nova pontuação | Eliminada na  | Eliminada por           |
| ------ | ------- | ------------------------- | ----------------- | ----------------- | ------------------- | -------------- | ------------- | ----------------------- |
| 1      | 1       | Serena Williams           | 12.721            | 2.000             | 780                 | 11.501         | SF            | Roberta Vinci           |
| 2      | 2       | Simona Halep              | 6.130             | 130               | 780                 | 6.780          | SF            | Flavia Pennetta [26]    |
| 4      | 5       | Caroline Wozniacki        | 4.740             | 1.300             | 70                  | 3.510          | 2ª fase       | Petra Cetkovská [PR]    |
| 5      | 4       | Petra Kvitová             | 4.995             | 130               | 430                 | 5.295          | QF            | Flavia Pennetta [26]    |
| 6      | 6       | Lucie Šafářová            | 3.800             | 240               | 10                  | 3.570          | 1ª fase       | Lesia Tsurenko          |
| 7      | 7       | Ana Ivanović              | 3.500             | 70                | 10                  | 3.440          | 1ª fase       | Dominika Cibulková      |
| 8      | 8       | Karolína Plíšková         | 3.335             | 130               | 10                  | 3.440          | 1ª fase       | Anna Tatishvili [Q]     |
| 9      | 9       | Garbiñe Muguruza          | 3.245             | 10                | 70                  | 3.305          | 2ª fase       | Johanna Konta [Q]       |
| 10     | 10      | Carla Suárez Navarro      | 3.190             | 130               | 10                  | 3.070          | 1ª fase       | Denisa Allertová        |
| 11     | 11      | Angelique Kerber          | 3.150             | 130               | 130                 | 3.150          | 3ª fase       | Victoria Azarenka [20]  |
| 12     | 12      | Belinda Bencic            | 3.035             | 430               | 130                 | 2.735          | 3ª fase       | Venus Williams [23]     |
| 13     | 13      | Ekaterina Makarova        | 2.920             | 780               | 240                 | 2.380          | 4ª fase       | Kristina Mladenovic     |
| 14     | 14      | Timea Bacsinszky          | 2.896             | 70                | 10                  | 2.836          | 1ª fase       | Barbora Strýcová        |
| 15     | 15      | Agnieszka Radwańska       | 2.760             | 70                | 130                 | 2.820          | 3ª fase       | Madison Keys [19]       |
| 16     | 16      | Sara Errani               | 2.610             | 430               | 130                 | 2.310          | 3ª fase       | Samantha Stosur [22]    |
| 17     | 17      | Elina Svitolina           | 2.530             | 10                | 130                 | 2.650          | 3ª fase       | Ekaterina Makarova [13] |
| 18     | 18      | Andrea Petkovic           | 2.450             | 130               | 130                 | 2.450          | 3ª fase       | Johanna Konta [Q]       |
| 19     | 19      | Madison Keys              | 2.275             | 70                | 240                 | 2.445          | 4ª fase       | Serena Williams [1]     |
| 20     | 20      | Victoria Azarenka         | 2.271             | 430               | 430                 | 2.271          | QF            | Simona Halep [2]        |
| 21     | 21      | Jelena Janković           | 2.135             | 240               | 10                  | 1.905          | 1ª fase       | Océane Dodin [WC]       |
| 22     | 22      | Samantha Stosur           | 2.135             | 70                | 240                 | 2.305          | 4ª fase       | Flavia Pennetta [26]    |
| 23     | 23      | Venus Williams            | 2.072             | 130+180           | 430                 | 2.372          | QF            | Serena Williams [1]     |
| 24     | 24      | Sabine Lisicki            | 1.945             | 130+280           | 240+1               | 1.776          | 4ª fase       | Simona Halep [2]        |
| 25     | 25      | Eugenie Bouchard          | 1.887             | 240               | 240                 | 1.887          | 4ª fase, w.o. | Roberta Vinci           |
| 26     | 26      | Flavia Pennetta           | 1.747             | 430               | 2000                | 3.317          | Campeã        | –                       |
| 27     | 27      | Alizé Cornet              | 1.745             | 130               | 10                  | 1.625          | 1ª fase       | Kurumi Nara             |
| 28     | 28      | Irina-Camelia Begu        | 1.676             | 70+30             | 10+1                | 1.587          | 1ª fase       | Olga Govortsova         |
| 29     | 29      | Sloane Stephens           | 1.621             | 70                | 10                  | 1.561          | 1ª fase       | Coco Vandeweghe         |
| 30     | 30      | Svetlana Kuznetsova       | 1.572             | 10                | 10                  | 1.572          | 1ª fase       | Kristina Mladenovic     |
| 31     | 31      | Anastasia Pavlyuchenkova  | 1.550             | 70                | 70                  | 1.550          | 2ª fase       | Anett Kontaveit [Q]     |
| 32     | 32      | Anna Karolína Schmiedlová | 1.451             | 10                | 130                 | 1.571          | 3ª fase       | Petra Kvitová [5]       |

##### Desistências
| Ranking | Jogadora        | Pontos anteriores | Pontos a defender | Nova pontuação | Motivo                 |
| ------- | --------------- | ----------------- | ----------------- | -------------- | ---------------------- |
| 3       | Maria Sharapova | 6.035             | 240               | 5.795          | Lesão na perna direita |

### Duplas
| Cabeça | Ranking | Equipe                | Equipe                 |
| ------ | ------- | --------------------- | ---------------------- |
| 1      | 2       | Bob Bryan             | Mike Bryan             |
| 2      | 7       | Ivan Dodig            | Marcelo Melo           |
| 3      | 11      | Jean-Julien Rojer     | Horia Tecău            |
| 4      | 16      | Marcin Matkowski      | Nenad Zimonjić         |
| 5      | 19      | Simone Bolelli        | Fabio Fognini          |
| 6      | 22      | Rohan Bopanna         | Florin Mergea          |
| 7      | 29      | Marcel Granollers     | Marc López             |
| 8      | 29      | Jamie Murray          | John Peers             |
| 9      | 35      | Daniel Nestor         | Édouard Roger-Vasselin |
| 10     | 42      | Alexander Peya        | Bruno Soares           |
| 11     | 43      | Vasek Pospisil        | Jack Sock              |
| 12     | 44      | Pierre-Hugues Herbert | Nicolas Mahut          |
| 13     | 55      | Pablo Cuevas          | David Marrero          |
| 14     | 55      | Juan Sebastián Cabal  | Robert Farah           |
| 15     | 58      | Raven Klaasen         | Rajeev Ram             |
| 16     | 73      | Feliciano López       | Max Mirnyi             |

| Cabeça | Ranking | Equipe                  | Equipe                   |
| ------ | ------- | ----------------------- | ------------------------ |
| 1      | 3       | Martina Hingis          | Sania Mirza              |
| 3      | 20      | Tímea Babos             | Kristina Mladenovic      |
| 4      | 25      | Caroline Garcia         | Katarina Srebotnik       |
| 5      | 25      | Casey Dellacqua         | Yaroslava Shvedova       |
| 6      | 35      | Raquel Kops-Jones       | Abigail Spears           |
| 7      | 35      | Andrea Hlaváčková       | Lucie Hradecká           |
| 8      | 40      | Garbiñe Muguruza        | Carla Suárez Navarro     |
| 9      | 42      | Chan Hao-ching          | Chan Yung-jan            |
| 10     | 44      | Hsieh Su-wei            | Anastasia Rodionova      |
| 11     | 45      | Sara Errani             | Flavia Pennetta          |
| 12     | 52      | Alla Kudryavtseva       | Anastasia Pavlyuchenkova |
| 13     | 53      | Michaëlla Krajicek      | Barbora Strýcová         |
| 14     | 63      | Anabel Medina Garrigues | Arantxa Parra Santonja   |
| 15     | 74      | Lara Arruabarrena       | Andreja Klepač           |
| 16     | 78      | Julia Görges            | Klaudia Jans-Ignacik     |
| 17     | 86      | Karin Knapp             | Roberta Vinci            |

| Cabeça | Ranking | Equipe                | Equipe         |
| ------ | ------- | --------------------- | -------------- |
| 2      | 9       | Bethanie Mattek-Sands | Lucie Šafářová |

#### Mistas
| Cabeça | Ranking | Equipe             | Equipe               |
| ------ | ------- | ------------------ | -------------------- |
| 1      | 21      | Sania Mirza        | Bruno Soares         |
| 2      | 26      | Chan Yung-jan      | Rohan Bopanna        |
| 3      | 30      | Lucie Hradecká     | Marcin Matkowski     |
| 4      | 31      | Martina Hingis     | Leander Paes         |
| 6      | 42      | Yaroslava Shvedova | Juan Sebastián Cabal |
| 7      | 43      | Raquel Kops-Jones  | Raven Klaasen        |
| 8      | 44      | Julia Görges       | Nenad Zimonjić       |

##### Desistências
| Cabeça | Ranking | Equipe             | Equipe            |
| ------ | ------- | ------------------ | ----------------- |
| 5      | 35      | Michaëlla Krajicek | Jean-Julien Rojer |

## Convidados à chave principal
Os jogadores a seguir receberam convite para disputar diretamente a chave principal, baseados em seleção interna ou desempenhos recentes.

### Simples
| Masculino | Feminino |
| --- | --- |
| - Jared Donaldson - Bjorn Fratangelo - Ryan Harrison - Pierre-Hugues Herbert - Lleyton Hewitt - Austin Krajicek - Ryan Shane - Frances Tiafoe | - Louisa Chirico - Samantha Crawford - Océane Dodin - Nicole Gibbs - Sofia Kenin - Jamie Loeb - Bethanie Mattek-Sands - Sachia Vickery |

### Duplas
| Masculinas | Femininas | Mistas |
| --- | --- | --- |
| - Deiton Baughmann / Tommy Paul - Bjorn Fratangelo / Dennis Novikov - Taylor Harry Fritz / Reilly Opelka - Sam Groth / Lleyton Hewitt - Denis Kudla / Tim Smyczek - Julio Peralta / Matt Seeberger - Michael Russell / Donald Young | - Tornado Alicia Black / Ingrid Neel - Kaitlyn Christian / Sabrina Santamaria - Irina Falconi / Anna Tatishvili - Nicole Gibbs / Taylor Townsend - Maya Jansen / Erin Routliffe - Asia Muhammad / Maria Sanchez - Melanie Oudin / Jessica Pegula | - Jennifer Brady / Mitchell Krueger - Lauren Davis / Eric Butorac - Victoria Duval / Christian Harrison - Claire Liu / Taylor Harry Fritz - Christina McHale / Stefan Kozlov - Anda Perianu / Andrei Dăescu - Taylor Townsend / Donald Young - Sachia Vickery / Frances Tiafoe |

## Qualificados à chave principal
O qualificatório aconteceu no USTA Billie Jean King National Tennis Center entre 25 de 28 de agosto de 2015.

### Simples
| Masculino | Feminino |
| --- | --- |
| 1. Paul-Henri Mathieu 2. Alexander Zverev 3. Guido Pella 4. Michael Berrer 5. Nikoloz Basilashvili 6. Yoshihito Nishioka 7. Jürgen Melzer 8. Matthew Ebden 9. Evgeny Donskoy 10. Andrey Rublev 11. Tommy Paul 12. John-Patrick Smith 13. Elias Ymer 14. Konstantin Kravchuk 15. Alejandro González 16. Illya Marchenko | 1. Jessica Pegula 2. Tereza Mrdeža 3. Johanna Konta 4. Maria Sakkari 5. Anett Kontaveit 6. Kateryna Bondarenko 7. Elizaveta Kulichkova 8. Kiki Bertens 9. Alexandra Panova 10. Kateryna Kozlova 11. Jeļena Ostapenko 12. Laura Siegemund 13. Mayo Hibi 14. Aliaksandra Sasnovich 15. Shelby Rogers 16. Anna Tatishvili |

Lucky losers
|  | 1. Daria Kasatkina |

## Eliminações em simples

### Masculino
| Final                       | Final                   | Final                   | Final                      |
| --------------------------- | ----------------------- | ----------------------- | -------------------------- |
| Roger Federer [2]           |                         |                         |                            |
| Semifinais                  |                         |                         |                            |
| Marin Čilić [9]             | Marin Čilić [9]         | Stan Wawrinka [5]       | Stan Wawrinka [5]          |
| Quartas de final            |                         |                         |                            |
| Feliciano López [18]        | Jo-Wilfried Tsonga [19] | Kevin Anderson [15]     | Richard Gasquet [12]       |
| Quarta fase                 |                         |                         |                            |
| Roberto Bautista Agut [23]  | Fabio Fognini [32]      | Benoît Paire            | Jérémy Chardy [27]         |
| Donald Young                | Andy Murray [3]         | Tomáš Berdych [6]       | John Isner [13]            |
| Terceira fase               |                         |                         |                            |
| Andreas Seppi [25]          | David Goffin [14]       | Milos Raonic [10]       | Rafael Nadal [8]           |
| Tommy Robredo [26]          | Sergiy Stakhovsky       | Mikhail Kukushkin       | David Ferrer [7]           |
| Ruben Bemelmans             | Viktor Troicki [22]     | Dominic Thiem [20]      | Thomaz Bellucci [30]       |
| Guillermo García-López [31] | Bernard Tomic [24]      | Jiří Veselý             | Philipp Kohlschreiber [29] |
| Segunda fase                |                         |                         |                            |
| Andreas Haider-Maurer       | Teymuraz Gabashvili     | Pablo Carreño Busta     | Ričardas Berankis          |
| Fernando Verdasco           | Mardy Fish [PR]         | Pablo Cuevas            | Diego Schwartzman          |
| Marsel İlhan                | Sam Groth               | Marcel Granollers       | Illya Marchenko [Q]        |
| Evgeny Donskoy [Q]          | Grigor Dimitrov [17]    | Martin Kližan           | Filip Krajinović           |
| Chung Hyeon                 | Jack Sock [28]          | Rajeev Ram              | Aljaž Bedene               |
| Austin Krajicek [WC]        | Denis Istomin           | Yoshihito Nishioka [Q]  | Adrian Mannarino           |
| Jürgen Melzer [Q]           | Nicolas Mahut           | Lleyton Hewitt [WC]     | Robin Haase                |
| Mikhail Youzhny             | Ivo Karlović [21]       | Lukáš Rosol             | Steve Darcis               |
| Primeira fase               |                         |                         |                            |
| João Souza                  | Vasek Pospisil          | Pablo Andújar           | Tommy Paul [Q]             |
| Pierre-Hugues Herbert [WC]  | Jerzy Janowicz          | João Sousa              | Simone Bolelli             |
| Tim Smyczek                 | Tommy Haas [PR]         | Marco Cecchinato        | Nikoloz Basilashvili [Q]   |
| Steve Johnson               | Dudi Sela               | Elias Ymer [Q]          | Borna Ćorić                |
| Kei Nishikori [4]           | Radek Štěpánek [PR]     | Alexandr Dolgopolov     | Michael Berrer [Q]         |
| Jarkko Nieminen             | Lukáš Lacko             | John Millman            | Gaël Monfils [16]          |
| Guido Pella [Q]             | Lucas Pouille           | Lu Yen-hsun             | Matthew Ebden [Q]          |
| Ryan Shane [WC]             | Florian Mayer [PR]      | Alejandro González [Q]  | Radu Albot                 |
| Albert Ramos                | James Duckworth         | Gilles Müller           | Víctor Estrella Burgos     |
| Frances Tiafoe [WC]         | Ryan Harrison [WC]      | Ernests Gulbis          | Gilles Simon [11]          |
| Andrey Rublev [Q]           | Santiago Giraldo        | Benjamin Becker         | Daniel Gimeno-Traver       |
| James Ward                  | Paul-Henri Mathieu [Q]  | Konstantin Kravchuk [Q] | Nick Kyrgios               |
| Bjorn Fratangelo [WC]       | Denis Kudla             | Sam Querrey             | Janko Tipsarević [PR]      |
| Damir Džumhur               | Aleksandr Nedovyesov    | Dustin Brown            | Thanasi Kokkinakis         |
| Malek Jaziri                | John-Patrick Smith [Q]  | Paolo Lorenzi           | Federico Delbonis          |
| Alexander Zverev [Q]        | Jared Donaldson [WC]    | Marcos Baghdatis        | Leonardo Mayer             |

### Feminino
| Final                          | Final                    | Final                         | Final                     |
| ------------------------------ | ------------------------ | ----------------------------- | ------------------------- |
| Roberta Vinci                  |                          |                               |                           |
| Semifinais                     |                          |                               |                           |
| Serena Williams [1]            | Serena Williams [1]      | Simona Halep [2]              | Simona Halep [2]          |
| Quartas de final               |                          |                               |                           |
| Venus Williams [23]            | Kristina Mladenovic      | Petra Kvitová [5]             | Victoria Azarenka [20]    |
| Quarta fase                    |                          |                               |                           |
| Madison Keys [19]              | Anett Kontaveit [Q]      | Ekaterina Makarova [13]       | Eugenie Bouchard [25]     |
| Johanna Konta [Q]              | Samantha Stosur [22]     | Varvara Lepchenko             | Sabine Lisicki [24]       |
| Terceira fase                  |                          |                               |                           |
| Bethanie Mattek-Sands [WC]     | Agnieszka Radwańska [15] | Belinda Bencic [12]           | Madison Brengle           |
| Daria Kasatkina [LL]           | Elina Svitolina [17]     | Mariana Duque-Mariño          | Dominika Cibulková        |
| Anna Karolína Schmiedlová [32] | Andrea Petkovic [18]     | Sara Errani [16]              | Petra Cetkovská [PR]      |
| Mona Barthel                   | Angelique Kerber [11]    | Barbora Strýcová              | Shelby Rogers [Q]         |
| Segunda fase                   |                          |                               |                           |
| Kiki Bertens [Q]               | Coco Vandeweghe          | Tereza Smitková               | Magda Linette             |
| Misaki Doi                     | Irina Falconi            | Anastasia Pavlyuchenkova [31] | Anna Tatishvili [Q]       |
| Ana Konjuh                     | Bojana Jovanovski        | Kaia Kanepi                   | Lauren Davis              |
| Denisa Allertová               | Océane Dodin [WC]        | Polona Hercog                 | Jessica Pegula [Q]        |
| Nicole Gibbs [WC]              | Danka Kovinić            | Elena Vesnina                 | Garbiñe Muguruza [9]      |
| Jeļena Ostapenko [Q]           | Evgeniya Rodina          | Monica Niculescu              | Caroline Wozniacki [4]    |
| Lesia Tsurenko                 | Olga Govortsova          | Yanina Wickmayer              | Karin Knapp               |
| Wang Qiang                     | Camila Giorgi            | Kurumi Nara                   | Kateryna Bondarenko [Q]   |
| Primeira fase                  |                          |                               |                           |
| Vitalia Diatchenko             | Mirjana Lučić-Baroni     | Kateryna Kozlova [Q]          | Sloane Stephens (29)      |
| Klára Koukalová                | Andreea Mitu             | Urszula Radwańska             | Kateřina Siniaková        |
| Sesil Karatantcheva            | Daniela Hantuchová       | Samantha Crawford [WC]        | Mónica Puig               |
| Magdaléna Rybáriková           | Casey Dellacqua          | Zheng Saisai                  | Karolína Plíšková [8]     |
| Daria Gavrilova                | Tatjana Maria            | Lara Arruabarrena             | Svetlana Kuznetsova [30]  |
| Elizaveta Kulichkova [Q]       | Anna-Lena Friedsam       | Heather Watson                | Teliana Pereira           |
| Carla Suárez Navarro [10]      | Vania King [PR]          | Sofia Kenin [WC]              | Jelena Janković [21]      |
| Alison Riske                   | Zarina Diyas             | Alison Van Uytvanck           | Ana Ivanović [7]          |
| Laura Siegemund [Q]            | Lourdes Domínguez Lino   | Aleksandra Krunić             | Julia Görges              |
| Caroline Garcia                | Laura Robson [PR]        | Louisa Chirico [WC]           | Carina Witthöft           |
| Mayo Hibi [Q]                  | Annika Beck              | Tereza Mrdeža [Q]             | Tímea Babos               |
| Jarmila Gajdošová              | Alexandra Panova [Q]     | Christina McHale              | Jamie Loeb [WC]           |
| Lucie Šafářová [6]             | Kirsten Flipkens         | Tsvetana Pironkova            | Irina-Camelia Begu [28]   |
| Lucie Hradecká                 | Francesca Schiavone      | Ajla Tomljanović              | Alexandra Dulgheru        |
| Timea Bacsinszky [14]          | Maria Sakkari [Q]        | Johanna Larsson               | Aliaksandra Sasnovich [Q] |
| Alizé Cornet [27]              | Sachia Vickery [WC]      | Yulia Putintseva              | Marina Erakovic           |

## Finais

### Profissional
| Categoria | Evento    | Campeã(s)(o/ões)                    | Vice-campeã(s)(o/ões)              | Resultado          | Chave(s)  | Chave(s)       |
| --------- | --------- | ----------------------------------- | ---------------------------------- | ------------------ | --------- | -------------- |
| Simples   | Masculino | Novak Djokovic                      | Roger Federer                      | 6–4, 5–7, 6–4, 6–4 | principal | qualificatório |
| Simples   | Feminino  | Flavia Pennetta                     | Roberta Vinci                      | 7–64, 6–2          | principal | qualificatório |
| Duplas    | Masculino | Pierre-Hugues Herbert Nicolas Mahut | Jamie Murray John Peers            | 6–4, 6–4           | principal | principal      |
| Duplas    | Feminino  | Martina Hingis Sania Mirza          | Casey Dellacqua Yaroslava Shvedova | 6–3, 6–3           | principal | principal      |
| Duplas    | Misto     | Martina Hingis Leander Paes         | Bethanie Mattek-Sands Sam Querrey  | 6–4, 3–6, [10–7]   | principal | principal      |

### Juvenil
| Categoria | Evento    | Campeã(s)(o/ões)                       | Vice-campeã(s)(o/ões)              | Resultado      | Chave(s)  | Chave(s)       |
| --------- | --------- | -------------------------------------- | ---------------------------------- | -------------- | --------- | -------------- |
| Simples   | Masculino | Taylor Harry Fritz                     | Tommy Paul                         | 6–2, 46–7, 6–2 | principal | qualificatório |
| Simples   | Feminino  | Dalma Gálfi                            | Sofia Kenin                        | 7–5, 6–4       | principal | qualificatório |
| Duplas    | Masculino | Félix Auger-Aliassime Denis Shapovalov | Brandon Holt Riley Smith           | 7–5, 7–63      | principal | principal      |
| Duplas    | Feminino  | Viktória Kužmová Aleksandra Pospelova  | Anna Kalinskaya Anastasia Potapova | 7–5, 6–2       | principal | principal      |

### Cadeirante
| Categoria | Evento       | Campeã(s)(o/ões)               | Vice-campeã(s)(o/ões)            | Resultado        | Chave     |
| --------- | ------------ | ------------------------------ | -------------------------------- | ---------------- | --------- |
| Simples   | Masculino    | Shingo Kunieda                 | Stéphane Houdet                  | 46–7, 6–3, 6–2   | principal |
| Simples   | Feminino     | Jordanne Whiley                | Yui Kamiji                       | 6–4, 0–6, 6–1    | principal |
| Simples   | Tetraplégico | Dylan Alcott                   | David Wagner                     | 6–1, 4–6, 7–5    | principal |
| Duplas    | Masculino    | Stéphane Houdet Gordon Reid    | Michaël Jeremiasz Nicolas Peifer | 6–3, 6–1         | principal |
| Duplas    | Feminino     | Jiske Griffioen Aniek van Koot | Marjolein Buis Sabine Ellerbrock | 7–63, 6–1        | principal |
| Duplas    | Tetraplégico | Nicholas Taylor David Wagner   | Dylan Alcott Andrew Lapthorne    | 4–6, 6–2, [10–7] | principal |

### Outros eventos
| Categoria         | Evento     | Campeã(s)(o/ões)                                                         | Vice-campeã(s)(o/ões)                                                    | Resultado     | Chave     |           |
| ----------------- | ---------- | ------------------------------------------------------------------------ | ------------------------------------------------------------------------ | ------------- | --------- | --------- |
| Duplas convidadas | Masculinas | Pat Cash Mark Philippoussis                                              | Michael Chang Todd Martin                                                | 6–2, 6–1      | principal | principal |
| Duplas convidadas | Femininas  | Lindsay Davenport / Mary Joe Fernández vs. Tracy Austin / Gigi Fernández | Lindsay Davenport / Mary Joe Fernández vs. Tracy Austin / Gigi Fernández | não disputada | principal | principal |